# 国道498号
国道498号（こくどう498ごう）は、佐賀県鹿島市から伊万里市を経て、長崎県佐世保市に至る一般国道である。

## 概要
全般的には交通量が少ない国道だが、終点近くの佐世保市矢峰町から瀬戸越町までは佐世保市のベッドタウンの1つになっており、交通量が多く、しかも踏切があるためよく渋滞する。
かつて、伊万里市から佐世保市北部へ至る山越えの道路は国見道路の他に栗ノ木峠を越える旧道の2つのルートがあった。後者はいわゆる「酷道」であったが、2007年（平成19年）11月30日に、国見道路が無料開放されることに伴い旧道区間と旧・有料道路区間における道路路線区域が変更された。現在、旧道は佐賀県側の区間が閉鎖されたため、通り抜けることはできない。

### 路線データ
一般国道の路線を指定する政令に基づく起終点および重要な経過地は次のとおり。
- 起点：鹿島市（殿ノ橋（とんのはし）交差点 = 国道207号交点）
- 終点：佐世保市（八幡歩道橋 = 国道35号・国道204号終点）
- 重要な経過地：武雄市、伊万里市
- 総延長 : 60.6 km（佐賀県 47.1 km、長崎県 13.4 km）[2][注釈 2]
- 重用延長 : 5.2 km（佐賀県 5.2 km、長崎県 - km）[2][注釈 2]
- 未供用延長 : なし[2][注釈 2]
- 実延長 : 55.4 km（佐賀県 41.9 km、長崎県 13.4 km）[2][注釈 2]
  - 現道 : 52.2 km（佐賀県 41.9 km、長崎県 10.3 km）[2][注釈 2]
  - 旧道 : 3.2 km（佐賀県 - km、長崎県 3.2 km）[2][注釈 2]
  - 新道 : なし[2][注釈 2]
- 指定区間：国道34号、国道202号と重複する区間（佐賀県武雄市・武雄北方インター交差点 - 北方工業団地入口交差点、佐賀県伊万里市・白野北交差点 - 二里大橋交差点）[3]

## 歴史
- 1993年（平成5年）4月1日 - 一般国道498号（鹿島市 - 佐世保市）として指定施行[4]。

長崎県道・佐賀県道3号佐世保伊万里線、佐賀県道25号伊万里多久線の一部、佐賀県道27号武雄鹿島線の大部、佐賀県道34号北方川古線の一部、佐賀県道202号塩田北方線の大部、合計5路線を国道498号に昇格し現在に至る。
- 2007年（平成19年）11月30日 - 国見道路無料開放。
- 2013年（平成25年）1月18日
  - 佐賀県告示第10号により、松浦バイパスと並行する旧道の国道指定が解除されたことに伴い、鹿路峠交差点 - 伊万里市松浦町桃川間が佐賀県道38号相知山内線の単独区間となる[5]。
  - 佐賀県告示第12号により、大坪バイパスと並行する旧道の国道指定が解除されたことに伴い、伊万里市大坪町丙 - 上伊万里交差点間が佐賀県道239号上伊万里停車場線に変更となる[6]
- 2017年（平成29年）3月31日 - 佐賀県告示第365号により、佐賀県武雄市内において、佐賀県道331号北方朝日線との経路交換に伴い、朝日町川上交差点より武雄市立朝日小学校前を経由していたものから、北方工業団地入口交差点を経由して一部国道34号と重複する経路に変更された[7]。
- 2018年（平成30年）9月8日 - 若木バイパス開通[8]。
- 2021年（令和3年）4月1日 - 若木バイパスと並行する現道区間の国道指定が解除される[9][10]。
- 2022年（令和4年）10月1日 - 佐賀県告示第229号により、起点が常広交差点から殿ノ橋（とんのはし）交差点に変更される[注釈 3][11]。

## 路線状況

### バイパス道路
- 佐賀県
  - 若木バイパス（武雄市 - 伊万里市） - 延長約3.4 km[8]
  - 松浦バイパス（伊万里市）
  - 大坪バイパス（伊万里市）
  - 国見道路（伊万里市 - 長崎県佐世保市）

### 重複区間
- 国道34号（佐賀県武雄市北方町大字大崎・武雄北方インター交差点 - 武雄市北方町大字大崎・北方工業団地入口交差点）
- 国道202号（佐賀県伊万里市大坪町乙・白野北交差点 - 伊万里市二里町大里乙・二里大橋交差点）
- 国道204号（佐賀県伊万里市二里町大里乙・国見台西交差点 - 伊万里市二里町大里乙・二里大橋交差点）
- 国道204号（長崎県佐世保市瀬戸越町・瀬戸越町交差点 - 長崎県佐世保市八幡町・八幡歩道橋（終点））

### 道路施設

#### 橋梁
- 佐賀県
  - 塩田橋（塩田川、嬉野市）
  - 下町橋（浦田川、嬉野市）
  - 錦江橋（八幡川、嬉野市）
  - 志田原橋（北目川、嬉野市）
  - 西山橋（嬉野市）
  - 唐臼川（武雄市）
  - 天下橋（東川、武雄市）
  - 鳴瀬橋（六角川、武雄市）
  - 二俣橋（新大納川、武雄市）
  - 二俣大橋（武雄川、武雄市）
  - 丁三橋（武雄市）
  - 伊万里川橋（伊万里川、伊万里市、国道202号重複区間内）
  - 伊万里高架橋（筑肥線、伊万里市、国道202号重複区間内）
  - 新田橋（新田川、伊万里市、国道202号重複区間内）
  - 国見台橋（新田川、伊万里市、国道202号重複区間内）
  - 二里跨線橋（松浦鉄道西九州線、伊万里市、国道202号重複区間内）
  - 二里大橋（有田川、伊万里市、国道202号重複区間内）
  - 上大里橋（伊万里市）
- 長崎県
  - 柚木橋（相浦川、佐世保市）
  - 南藤橋（久保仁田川、佐世保市）
  - 梅田橋（佐世保川、佐世保市、国道204号重複区間内）

#### トンネル
- 佐賀県
  - 国見トンネル：延長955 m、1977年（昭和52年）竣工、西松浦郡有田町 - 長崎県佐世保市

## 地理

### 通過する自治体
- 佐賀県
  - 鹿島市 - 嬉野市 - 武雄市 - 伊万里市 - 西松浦郡有田町
- 長崎県
  - 佐世保市

### 交差する道路
| 交差する道路                                                | 都道府県名 | 市町村名 | 市町村名 | 交差する場所       | 交差する場所                        |
| ----------------------------------------------------------- | ---------- | -------- | -------- | ------------------ | ----------------------------------- |
| 国道207号 / 中村バイパス                                    | 佐賀県     | 鹿島市   | 鹿島市   | 大字中村           | 殿ノ橋（とんのはし）交差点 / 起点   |
| 佐賀県道208号大木庭武雄線 重複区間起点                      | 佐賀県     | 嬉野市   | 嬉野市   | 塩田町大字五町田   | 五丁田交差点                        |
| 佐賀県道28号嬉野塩田線 佐賀県道330号武雄塩田線 重複区間起点 | 佐賀県     | 嬉野市   | 嬉野市   | 塩田町大字馬場下甲 | 嬉野市役所前交差点                  |
| 佐賀県道208号大木庭武雄線 重複区間終点                      | 佐賀県     | 嬉野市   | 嬉野市   | 塩田町大字馬場下甲 | 塩田町下町交差点                    |
| 佐賀県道324号久間深浦線                                     | 佐賀県     | 嬉野市   | 嬉野市   | 塩田町大字久間甲   | 牛間田新道交差点                    |
| 佐賀県道351号久間大町線                                     | 佐賀県     | 嬉野市   | 嬉野市   | 塩田町大字久間乙   |                                     |
| 佐賀県道330号武雄塩田線 重複区間終点                        | 佐賀県     | 武雄市   | 武雄市   | 橘町大字大日       | 楢崎交差点                          |
| 佐賀県道345号武雄白石線                                     | 佐賀県     | 武雄市   | 武雄市   | 橘町大字片白       | 橘駐在所前交差点                    |
| 佐賀県道36号武雄福富線                                      | 佐賀県     | 武雄市   | 武雄市   | 橘町大字芦原       | 鳴瀬橋東交差点                      |
| 国道34号                                                    | 佐賀県     | 武雄市   | 武雄市   | 橘町大字片白       | 二俣交差点                          |
| 佐賀県道24号武雄多久線 重複区間起点                         | 佐賀県     | 武雄市   | 武雄市   | 朝日町大字甘久     |                                     |
| 国道34号 重複区間起点 E34 長崎自動車道                      | 佐賀県     | 武雄市   | 武雄市   | 北方町大字大崎     | 武雄北方インター交差点 5 武雄北方IC |
| 国道34号 重複区間終点 佐賀県道24号武雄多久線 重複区間終点   | 佐賀県     | 武雄市   | 武雄市   | 北方町大字大崎     | 北方工業団地入口交差点              |
| 佐賀県道331号北方朝日線                                     | 佐賀県     | 武雄市   | 武雄市   | 朝日町大字中野     | 川上交差点                          |
| 佐賀県道25号多久若木線                                      | 佐賀県     | 武雄市   | 武雄市   | 若木町大字川古     |                                     |
| 佐賀県道38号相知山内線 重複区間起点                         | 佐賀県     | 武雄市   | 武雄市   | 若木町大字本部     |                                     |
| 佐賀県道38号相知山内線 重複区間終点                         | 佐賀県     | 伊万里市 | 伊万里市 | 松浦町桃川         | 鹿路峠交差点                        |
| 佐賀県道53号武雄伊万里線                                    | 佐賀県     | 伊万里市 | 伊万里市 | 松浦町中野原       |                                     |
| 国道202号 重複区間起点                                      | 佐賀県     | 伊万里市 | 伊万里市 | 大坪町乙           | 白野北交差点                        |
| 佐賀県道239号上伊万里停車場線 佐賀県道240号伊万里停車場線   | 佐賀県     | 伊万里市 | 伊万里市 | 大坪町丙           | 上伊万里交差点                      |
| 佐賀県道26号伊万里山内線                                    | 佐賀県     | 伊万里市 | 伊万里市 | 立花町             | 六仙寺交差点                        |
| 佐賀県道240号伊万里停車場線 佐賀県道344号伊万里有田線       | 佐賀県     | 伊万里市 | 伊万里市 | 新天町             | 新田橋交差点                        |
| 国道204号 重複区間起点                                      | 佐賀県     | 伊万里市 | 伊万里市 | 二里町大里甲       | 国見台西交差点                      |
| 国道202号 重複区間終点 国道204号 重複区間終点 国道383号     | 佐賀県     | 伊万里市 | 伊万里市 | 二里町大里乙       | 二里大橋交差点                      |
| 佐賀県道326号山谷大木線                                     | 佐賀県     | 西松浦郡 | 有田町   | 岳乙               |                                     |
| 長崎県道54号栗木吉井線                                      | 長崎県     | 佐世保市 | 佐世保市 | 潜木町             |                                     |
| 長崎県道53号柚木三川内線                                    | 長崎県     | 佐世保市 | 佐世保市 | 柚木町             |                                     |
| 国道204号 重複区間起点                                      | 長崎県     | 佐世保市 | 佐世保市 | 瀬戸越町           | 瀬戸越町交差点                      |
| 国道35号 国道204号 重複区間終点                             | 長崎県     | 佐世保市 | 佐世保市 | 八幡町             | 終点                                |

### 交差する鉄道
- 佐世保線
- 筑肥線
- 松浦鉄道西九州線

### 沿線
- 嬉野市役所 塩田庁舎
- 塩田津の町並み（重要伝統的建造物群保存地区）
- 伊万里市役所
- 長崎労災病院
- 佐世保市役所

### 峠
起点から
- 佐賀県
  - 戸坂峠（標高35 m、武雄市）
  - 栗ノ木峠（標高650 m、西松浦郡有田町 - 長崎県佐世保市）